# Dunkerk (film)
Dunkerk (v anglickém originále Dunkirk) je nizozemsko-britsko-francouzsko-americký válečný film z roku 2017 režiséra a scenáristy Christophera Nolana. Odehrává se během druhé světové války a je zaměřen na evakuaci vojáků z francouzského Dunkerku, která proběhla v roce 1940. V hlavních rolích se představili Fionn Whitehead, Tom Glynn-Carney, Jack Lowden, Harry Styles, Aneurin Barnard, James D'Arcy, Barry Keoghan, Kenneth Branagh, Cillian Murphy, Mark Rylance a Tom Hardy.
Snímek mapuje evakuaci ze tří perspektiv, které jsou opakovaně střídány. Děj tak zachycuje postavy v rozmezí jednoho týdne na zemi, jednoho dne na moři a jedné hodiny ve vzduchu.
Do amerických kin byl film uveden 21. července 2017. V České republice měl premiéru 20. července 2017.

## Příběh
V roce 1940, po úspěšném německém útoku na Francii, ustoupily stovky tisíc spojeneckých vojáků do Dunkerku, kde čekají na evakuaci do Velké Británie. Příběh sleduje několik linií, které se nakonec spojují. Jedna z nich vypráví o mladém britském vojínovi Tommym, který do města dorazil se svou jednotkou, jež zde byla ovšem postřílena Němci. Tommy se jako jediný dostal na pláž, kde ale čekají zástupy dalších vojáků, a zoufale se snaží dostat do Británie. Naopak z Velké Británie do Francie míří na své motorové lodi pan Dawson se svým synem Peterem. Jsou součástí evakuačního konvoje civilních lodí, které plují zachránit vojáky. Ochránit zbylé britské jednotky v Dunkerku míří ve svých spitfirech také Farrier a Collins s dalšími piloty RAF.

## Obsazení
- Fionn Whitehead jako Tommy
- Tom Glynn-Carney jako Peter
- Jack Lowden jako Collins
- Harry Styles jako Alex
- Aneurin Barnard jako Gibson
- James D'Arcy jako plukovník Winnant
- Barry Keoghan jako George Mills
- Kenneth Branagh jako Bolton
- Cillian Murphy jako voják
- Mark Rylance jako pan Dawson
- Tom Hardy jako Farrier

## Přijetí

### Tržby
V Severní Americe byl limitovaně uveden do kin 21. července 2017. Za první víkend utržil 50,1 milionů dolarů, za druhý víkend 26,6 milionů dolarů. Celosvětově snímek utržil přes 525 milionů dolarů.

### Filmová kritika
Film získal pozitivní recenze od kritiků, a to hlavně scénář, režii, hudbu a kameru. Na recenzní stránce Rotten Tomatoes získal z 360 započtených recenzí 93 procent s průměrným ratingem 8,6 bodů z deseti. Na serveru Metacritic snímek získal z 52 recenzí 94 bodů ze sta.

### Nominace a ocenění
Film byl nominován na řadu cen. Získal například tři nominace na Zlaté glóby či jednu nominaci na Grammy.